# Landesbetrieb Hessisches Landeslabor
Der Landesbetrieb Hessisches Landeslabor ist eine nachgeordnete Behörde des Hessischen Ministeriums für Umwelt, Klimaschutz, Landwirtschaft und Verbraucherschutz. Als Dienstleistungsunternehmen ist der Landesbetrieb Hessisches Landeslabor für Behörden, Verbände und private Auftraggeber tätig. Einen Schwerpunkt bildet die Unterstützung der kommunalen Veterinärämter auf dem Gebiet der Lebensmittelüberwachung und des Veterinärwesens durch Untersuchung der von dort angelieferten Proben.

## Geschichte
Der Landesbetrieb wurde mit Wirkung zum 1. Januar 2005 gegründet. Er ging aus dem Staatlichen Untersuchungsamt Hessen (SUAH), der Landwirtschaftlichen Untersuchungs- und Forschungsanstalt (LUFA), dem Umweltlabor und dem Ausbildungszentrum für Chemieberufe des Hessischen Landesamtes für Naturschutz, Umwelt und Geologie hervor. Zudem wurde die Tierärztliche Grenzkontrollstelle Hessen (TGSH), die am Flughafen in Frankfurt am Main ihren Sitz hat, beim Landesbetrieb Hessisches Landeslabor angesiedelt.
Durch die Zusammenfassung der Laborbetriebe im Landesbetrieb Hessisches Landeslabor wurden gleichartige beziehungsweise ähnliche Aufgaben unterschiedlicher Laborbereiche Hessens gebündelt und Fachwissen zusammengeführt. Von 2005 bis 2018 war der Chemiker Hubertus Brunn Direktor des Landeslabors.

## Aufbau
Zu den Tätigkeitsfeldern gehört die Untersuchung und Beurteilung von Lebensmitteln wie Fleisch, Fisch, Milch, Obst, Gemüse, Brot und Backwaren, Wein, Bier und Spirituosen sowie die Untersuchung von Kosmetika und Bedarfsgegenständen wie Turnschuhe oder Spielzeug. Auf Grundlage von europäischen und nationalen Gesetzen werden dabei unter anderem die gesundheitliche Unbedenklichkeit, die Zusammensetzung und Kennzeichnung überprüft. Lebensmittelchemiker, Chemiker und Tierärzte untersuchen die von den Ämtern für Veterinärwesen und Verbraucherschutz beim Hersteller, aus dem Handel oder der Gastronomie entnommenen Proben.
In den Laboratorien des Landesbetriebs werden zudem Nutztiere wie Rinder, Schweine, Ziegen, Schafe, Fische und Geflügel sowie Wild- und Zootiere untersucht. Dabei werden insbesondere labortechnische Nachweise von anzeige- und meldepflichtigen Tierkrankheiten nach dem Tierseuchengesetz durchgeführt.
Der Landesbetrieb ist die einzige Einrichtung in Hessen, die den mittelbaren Verbraucherschutz durch die Untersuchung von Böden und Saatgut für die Lebensmittelproduktion sowie von Futtermitteln für die Produktion von Nutztieren gewährleistet. Die Proben werden dabei unter anderem auf Rückstände wie beispielsweise Pflanzenschutzmittel, Schwermetalle und Schimmelpilzgifte sowie Tierarzneimittelrückstände untersucht.
Im Bereich der Umweltanalytik werden Wasser, Abfall und Altlasten untersucht. Der Landesbetrieb überwacht industrielle Großeinleiter und überprüft Laboratorien im Rahmen der Laborzulassung.
Das Landeslabor bildet regelmäßig bis zu 80 Auszubildende in den Bereichen Chemie, Biologie, Verwaltung sowie landwirtschaftlich-technische Assistenten an allen Standorten in Hessen aus.
Der Landesbetrieb arbeitet zudem mit den hessischen Universitäten und Fachhochschulen im Bereich angewandter Forschung und Entwicklung zusammen.

## Tierärztliche Grenzkontrollstelle
Die Tierärztliche Grenzkontrollstelle Hessen (TGSH) am Frankfurter Flughafen gehört organisatorisch zum Hessischen Landeslabor. Sie ist zuständig für die lebensmittel-, tierseuchen- und tierschutzrechtlichen Kontrollen bei der Einfuhr, Ausfuhr und Durchfuhr von Tieren und Waren über den Flughafen Frankfurt Main. An dieser größten Grenzkontrollstelle Europas werden jährlich rund 60.000 Sendungen von lebenden Tieren, tierischen Produkten und pflanzlichen Lebensmitteln auf Grundlage von europäischen und nationalen Rechtsvorschriften untersucht. Diese kommen als Fracht, im Reisegepäck und als Paketsendungen in die Europäische Union.
In der Tierstation untersuchen Tierärzte und Mitarbeiter der TGSH Tiere aus der ganzen Welt. Im Jahr 2011 wurden rund 20.500 Tiersendungen mit rund 109.900 Tieren abgefertigt. Darunter waren sowohl landwirtschaftliche Nutztiere wie Schweine, Rinder und Bienen als auch Heimtiere wie Katzen, Hunde, Vögel und Zierfische. Sämtliche Tiere dürfen aus Nicht-EU-Mitgliedstaaten nur mit gültigen Gesundheitszeugnissen einreisen. Der Ausschluss von Tierseuchen beziehungsweise die Ermittlung möglicher Todesursachen erfolgt in der Abteilung Veterinärmedizin des Landesbetriebs Hessisches Landeslabor.
Im Perishable Center werden tierische und pflanzliche Waren, hier insbesondere Lebensmittel, bei der Einfuhr und Durchfuhr kontrolliert. Neben tierischen und pflanzlichen Lebensmitteln zählen dazu beispielsweise Heimtierfutter, Sperma, Embryonen und Jagdtrophäen. Im Jahr 2011 wurden rund 29.000 Sendungen kontrolliert. Die Reiseverkehrskontrolle dient der Verhinderung des Einschleppens von Tierseuchen, beispielsweise der Geflügelpest oder der Maul- und Klauenseuche. In Zusammenarbeit mit dem Zoll werden jährlich bis zu 60.000 Passagiere und circa 10.000 Tiere und Postpakete kontrolliert.

## Standorte
Der Landesbetrieb hat seinen Hauptsitz in Gießen. Weitere Standorte sind in Kassel (Druseltalstraße sowie Ludwig-Mond-Straße (Ausbildungszentrum)), Kassel-Harleshausen (Am Versuchsfeld), Bad Hersfeld (Schloss Eichhof), Frankfurt am Main (Flughafen) und Wiesbaden (Glarusstraße).